# Fiat Aviazione
Die Fiat Aviazione mit Sitz in Turin war ein italienischer Flugzeughersteller.

## Geschichte
Fiat in Turin begann 1908 mit dem Bau von Flugmotoren und gründete 1916 zur Herstellung von Flugzeugen die Tochtergesellschaft Società Italiana Aviazione (SIA). Die SIA wurde 1918 in Fiat Aviazione umbenannt und baute in den folgenden Jahrzehnten eine Reihe von zivilen und militärischen Maschinen, darunter die Fiat G.55 und die Fiat G.91. Ab den 1950er Jahren kam der Lizenzbau von Strahltriebwerken hinzu, später Raketentriebwerke. Bei Schiffsmotoren und Gasturbinen kooperierte man lange Zeit mit General Electric.
Das 1969 von Fiat, Aerfer und Salmoiraghi gegründete Unternehmen Aeritalia übernahm bis 1972 den Flugzeugbau von Fiat-Aviazione. Bei Fiat Aviazione verblieb somit nur noch der Triebwerks- und Turbinenbau. In den 1970er Jahren beteiligte man sich u. a. an der Entwicklung und Herstellung des Turbo-Union RB199 für den Tornado.
Nachdem in den 1980er Jahren eine gewisse unternehmenspolitische Autonomie erlangt wurde, gliederte man 1989 den Fiat-Triebwerkbau im Rahmen der Neuordnung der Industrielandschaft Italiens als Fiat Avio S.p.A. aus.